# Ivan Kreiziger
Ivan Kreiziger, (Virovitica, 11. rujna 1908. – Zagreb, 4. siječnja 1977.) bio je hrvatski geodet, kartograf i ekonomist.

## Život

### Biografija
Osnovnu školu završio je u Virovitici, a gimnaziju u Zagrebu 1927. Između 1927. i 1941. pohađao je Vojnu akademiju, Vojno-geodetsku školu i Fotogrametrijski tečaj u Beogradu. Diplomirao je 1969. na Ekonomskom fakultetu Sveučilišta u Zagrebu. Na Geodetskom fakultetu Sveučilišta u Zagrebu habilitirao se 1969. radom "Rasteri i njihova primjena u kartografiji". Od 1930. do 1941. radio je kao profesionalni vojnik i geodetski časnik u Vojnogeografskom institutu u Beogradu. Godine 1941. zaposlio se u Zemljopisnom zavodu u Zagrebu, a od 1943. rukovodio je tiskarom tog Zavoda. Od 1945. radio je u Komisiji za razgraničenje pri predsjedništvu vlade NR Hrvatske. Od 1946. do 1951. radio je u poduzeću Geozavod na raznim dužnostima. U to vrijeme počeo je honorarno predavati na Tehničkom fakultetu u Zagrebu, a od 1951. stalno. 

### Djelovanje
Vodio je kolegije: Topografski premjer 1947–52. i 1954–56, Geodetsko crtanje 1950–56. Na Geodetskom fakultetu predavao je: Geodetsko crtanje 1962–77, Topografski premjer 1962–64, Izrada i reprodukcija karata 1962–77, Zemljišni oblici i topografski premjer 1964–73, Izrada planova 1964–65. Godine 1970. postao je izvanredni profesor na Geodetskom fakultetu.Ostvario je brojne radove na triangulaciji viših redova, nivelmanu visoke točnosti i topografskoj izmjeri u Vojnogeografskom institutu u Beogradu. Vodio je Odjel kartografske reprodukcije u Zemljopisnom zavodu u Zagrebu. U okviru kolegija Izrada i reprodukcija karata osnovao je Odjel za praktičnu nastavu koji je poslije prerastao u Kartografski laboratorij i Zavod za kartografiju. Pisao je o povijesti kartografije, geodetskim instrumentima, izradi i umnožavanju karata u Geodetskom listu, grafičkim časopisima, za domaće i strane znanstveno-stručne skupove. Od stručnih, praktičnih radova važnija su mu dostignuća: izrada karata u mjerilu 1:5000 do 1:25 000, te izrada karte u mjerilu 1:100 000 za potrebe Ujedinjene Arapske Republike, objavljene u Kairu.

## Djela
- Topografski premjer. Zagreb 1949, 1962.
- O postanku karata i planova. Geodetski list 1950, 10-12, str. 318-326.
- Reprodukcija karata. Zagreb 1953. – Geodetsko crtanje. Zagreb 1957.
- Izrada i reprodukcija karata. Zagreb 1962.
- Rasteri i njihova primjena u kartografiji, habilitacijski rad. Geodetski fakultet Sveučilišta u Zagrebu, 1969.
- Praktična kartografija, umnoženi rukopis (koautor P. Lovrić). 1973.
- Višejezični kartografski rječnik (koautori: P. Lovrić, B. Borčić i N. Frančula). Zagreb 1977.